# 柳川喜弘
柳川 ヨシヒロ（やながわ ヨシヒロ、1964年6月30日 - ）は、日本の漫画家。鹿児島県出身。現在は柳川喜弘名義。

## 略歴
- 1993年
  - 北条司の下でのアシスタントを経て、『週刊少年ジャンプ』の「Vice」で柳川よしひろの名でデビュー。
- 1996年
  - 『週刊少年ジャンプ』で柳川ヨシヒロの名で『ダイヤモンド』を連載。

以後コアミックスにて何作か作品を発表した後、『週刊コミックバンチ』2001年創刊1号掲載の『眠狂四郎』で青年誌に転向し、（2001年創刊1号〜2003年43号掲載）にて現在の柳川喜弘の名で再デビュー。
簿記の資格を持っており自身のホームページで漫画家を対象とした会計の仕事を募集、請負っている。

## 主な作品
- Vice
- Voice
- ダイヤモンド
- キジム
- 眠狂四郎
- 咲いて孫市
- ハリケーントリマー
- ばいばい、にぃに。〜猫と機関車〜 （週刊漫画サンデー、No.21(2010年6月8日) ～No.26 (2011年6月29日)）

## 師匠
- 北条司